# Alwin Berger
Alwin Berger (Möschlitz Turingia, 28 de agosto de 1871 - 20 de abril de 1931 Stuttgart) fue un botánico alemán conocido por su contribución a la nomenclatura de las plantas suculentas, particularmente agaves y cactos.

## Biografía
Trabajó en los jardines botánicos de Dresde y de Fráncfort del Meno. Fue curador del Giardini Botanici Hanbury, el jardín de Thomas Hanbury en La Mortola, cerca de Ventimiglia en el noroeste de Italia, cerca de la frontera con Francia, de 1897 a 1914. Después de laborar en Alemania de 1914 a 1919, estudia en EE. UU. por tres años, antes de terminar sus últimos años como director del Departamento de Botánica del Museo Nacional de Historia Natural de Stuttgart
Su principal trabajo, Die Agaven, publicado en 1915, describe 274 especies de agave, divididas en 3 subgéneros: Littaea, Euagave, Manfreda. También reconoció un nuevo género de cactus, Roseocactus, en 1925.

## Obra
- A Systematic Revision of the Genus Cereus. 1905
- Sukkulente Euphorbien. 1907
- Mesembrianthemen u. Portulacaceen. 1908
- Stapelien und Kleinien. 1910
- Hortus mortolensis. 1912
- Las Agave. Gustav Fischer Verlag, Jena 1915 (mit 70 Abbildungen und 2 Karten)
- Roseocactus, a new genus of Cactaceae. En: J. Wash. (D.C. ) Acad. Sci. 15, 1925, p.:43-48
- Die Entwicklungslinien der Kakteen. 1926
- Kakteen. 1929

## Honores

### Epónimos
Los géneros Bergerocactus (Cactaceae) y Bergeranthus (Aizoaceae) fueron bautizados en su honor.
- La abreviatura «A.Berger» se emplea para indicar a Alwin Berger como autoridad en la descripción y clasificación científica de los vegetales.[1]